# Вильгельм, Жан-Пьер
Вильгельм, Жан-Пьер (нем. Jean-Pierre Wilhelm) (* 9 сентября 1912 в Дюссельдорфе; † Июль 1968 там же). Настоящее имя — Курт Вильгельм (нем. Kurt Wilhelm). Немецкий галерист, художественный посредник, художественный критик, переводчик и издатель французской литературы и один из первых покровителей рейнского авангарда. В 1957 году он, вместе с Манфредом де ла Мотте, основал в Дюссельдорфе просуществовавшую до 1960 года «Галерею 22», которая своими главными задачами ставила презентацию новых работ информализма, как течения современного изобразительного искусства и культурного обмена между Германией и Францией, в том числе в области музыкального искусства и литературы.

## Биография

### Во Франции
Вильгельм родился в семье состоятельного торгового агента Дюссельдорфа. Перед приходом к власти в Германии национал-социалистов семья иммигрировала в Париж. В 1940 году он был вынужден перебраться вместе со своим другом, композитором Louis Saguer на юг Франции и поддерживать Движение Сопротивления. В годы режима Виши Вильгельм пять раз оказывался в лагерях. В 1953 году в Париже произошла его встреча с Винфредом Гаулем (Winfred Gaul), в то время активно развивавшего информализм в живописи.

### Галерея 22
2 мая 1957 года в Дюссельдорфе, по улице Кайзерштрассе 22 (Дюссельдорф-Пемпельфорт) Вильгельм открывает частную картинную галерею (вместе с Manfred de la Motte и при финансовой поддержке художника Герхарда Хеме (Gerhard Hoehme), названную «Галерея 22». В её залах разместились произведения таких деятелей информализма, как Карл Отто Гёц и Эмиль Шумахер. Здесь же размещали свои работы французы Жан Фотрие и Жан Дюбюффе. В каталогах выставок можно было встретить такие известные в Европе имена, как французского писателя, культуролога и участника Движения Сопротивления Андре Мальро, писателя, эссеиста, издателя и члена Французской Академии Жана Полана, поэта Франсиса Понжа, английского поэта, литературного и художественного критика, педагога, крупнейшего организатора и авторитета художественной жизни Великобритании Герберта Рида, немецкого искусствоведа, фотографа и художественного критика Франца Роха.
«Галерея 22» была площадкой для выступлений: американского композитора, философа, поэта, музыковеда и художника Джона Кейджа, американо-корейского художника и основателя видеоарта Нам Джун Пайка. В 1959 году многие художники, выставлявшиеся в «Галерее 22» были представлены на «Документе-2» в Касселе, в том числе чилийский художник, скульптор, архитектор и график, выдающийся представитель сюрреализма Роберто Себастьян Матта и французский поэт и художник Анри Мишо.

### Флуксус
Жан-Пьер Вильгельм не мог остаться в стороне от европейского современного арт-движения Флуксус, в которое входили такие корифеи искусства, как дюссельдорфец Йозеф Бойс и Нам Джун Пайк. Совместно они организовали 2-3 февраля 1963 года флуксус-фестиваль в дюссельдорфской академии художеств под названием «Музыка и антимузыка. Инструментальный театр».

### Последние годы
О том, что по состоянию здоровья он уходит из большого современного искусства, Жан-Пьер Вильгельм объявил в частном жилом ателье Евы и Йозефа Бойс 28 июля 1966 года. 30 июля на частной квартире художника и скульптора Йорга Иммендорфа в Дюссельдорфе уходящему на покой Вильгельму были представлены практически все деятели изобразительного искусства, находившиеся на тот момент в городе, каждый из которых представил одну из своих последних работ. Умер Жан-Пьер Вильгельм в Дюссельдорфе в июле 1968 года.